# Oktoberfest
Het Oktoberfest (Duits voor oktoberfeest) is een jaarlijks volksfeest in München. Het geldt als het grootste bierfestival / volksfeest ter wereld en wordt jaarlijks door meer dan vijf miljoen mensen bezocht. Het feest begint traditioneel om 12.00 uur op de eerste zaterdag na 15 september en eindigt normaal gesproken op de eerste zondag van oktober. Indien de eerste zondag van oktober vóór de Dag van de Duitse eenheid (3 oktober) valt, wordt het festival verlengd tot en met 3 oktober. Zodoende varieert de duur van het Oktoberfest tussen 16 en 18 dagen.

## Geschiedenis
Het eerste Oktoberfest werd in 1810 gehouden ter ere van de bruiloft van prinses Theresia van Saksen-Hildburghausen en kroonprins Lodewijk van Beieren. Het feest bestond uit een paardenrace en festival. In de loop der tijd is het festival gegroeid en de paardenrace verdwenen. Sinds 1950 wordt het feest door de Oberbürgermeister van München geopend. In 2010 werd ter ere van de 200e verjaardag van het evenement een dag toegevoegd en duurde het Oktoberfest tot en met maandag 4 oktober 2010. In 2020 en 2021 was er geen Oktoberfest vanwege de coronapandemie die in 2020 uitbrak.

## Locatie
Het Oktoberfest wordt op de Theresienwiese ("Theresiaweide"), een speciaal daarvoor bestemd terrein, gehouden. Dit terrein bevindt zich niet ver van het centrum van München en staat ook bekend als de Wiesn (Beiers voor weide of weiland). Aan de rand van de Wiesn staat Frau Bavaria, een groot bronzen beeld dat het land Beieren symboliseert. Traditie speelt een grote rol deze dagen. De Oberbürgermeister slaat onder veel belangstelling het eerste vat bier aan, waarna hij de spreuk O'zapft is (Beiers voor Er is aangetapt) zegt en het feest begint. Veel mensen dragen traditionele klederdracht (waaronder de bekende "lederhose" voor mannen en de "dirndl" voor vrouwen). Muziek komt enkel van live spelende blaaskapellen.

## Activiteiten
Het feest bestaat uit een kermis met bekende elementen als Achterbahn (achtbaan), Hau den Lukas (kop-van-jut), Schiffschaukel (schommelboot) en Teufelsrad (een roterend rond plateau waar mensen op liggen of zitten) en veertien grote tenten. Dit zijn kolossale en mooi aangeklede tenten, waarvan de grootste plaats biedt aan zo'n 10.000 personen. Om de tent heen bevindt zich een zogenaamde Biergarten ("biertuin"). Traditiegetrouw wordt het bier alleen geserveerd in een zogenaamde Maß; een bierglas met een inhoud van een liter. Twee van de veertien tenten zijn wijntenten waar voornamelijk wijn geschonken wordt. In alle tenten wordt ook frisdrank en/of alcoholvrij bier geschonken.
Het is wettelijk vastgelegd dat alleen de volgende, in München gebrouwen, bieren mogen worden geschonken:
- Augustiner (Augustiner-Bräu)
- Hacker-Pschorr (Paulaner Brauerei Gruppe, Brau Holding International)
- Hofbräu München (Staatliches Hofbräuhaus)
- Löwenbräu (Löwenbräu, AB InBev)
- Paulaner (Paulaner Brauerei Gruppe, Brau Holding International)
- Spaten (Spaten-Franziskaner-Bräu, AB InBev)

## Verschillende tenten

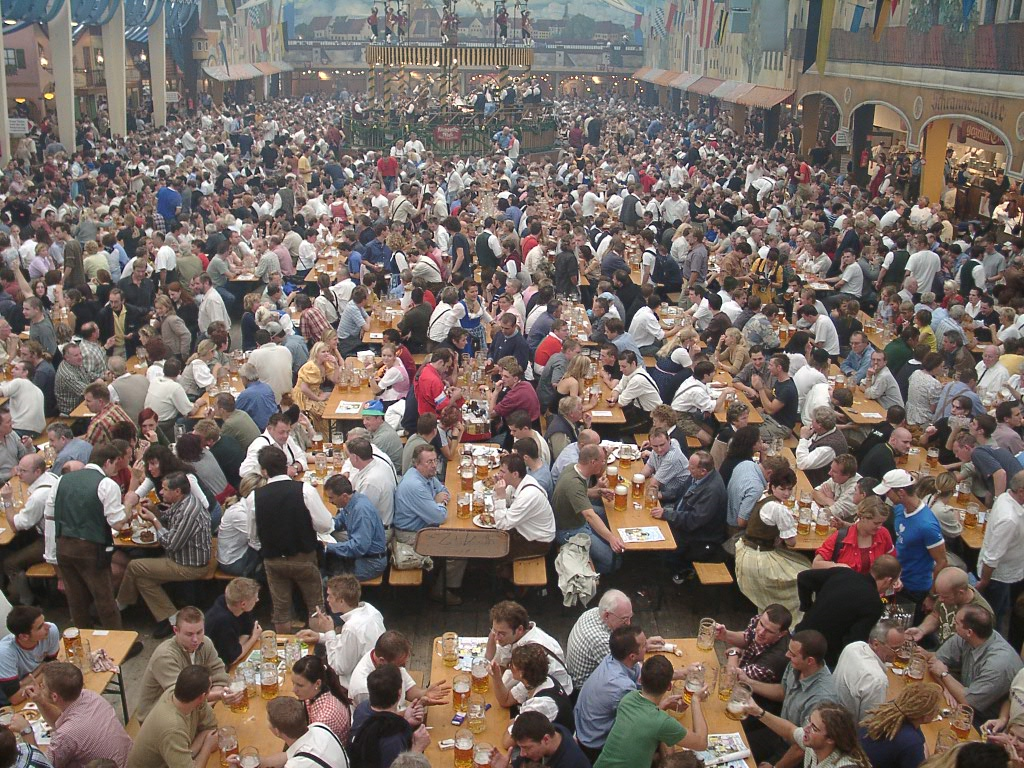
Binnenin een biertent

Op het Oktoberfest is het traditie dat in de tenten gezelligheid heerst met een traditioneel Beiers bier. Het is een feest waarbij de samenhorigheid en het leven gevierd worden.
Er kan onderscheid gemaakt worden tussen grote en kleine tenten. De grote tenten zijn het populairst en bieden de meeste plaatsen. De grote tenten op het Oktoberfest zijn:
- Armbrustschützen
- Augustiner
- Bräurosl
- Fischer Vroni
- Hacker
- Hofbräu
- Käfer's Wiesn' Schänke
- Löwenbräu
- Marstall
- Schottenhamel
- Schützen
- Spatenbräu
- Weinzelt
- Winzerer Fähndl

## Tijden
De dagelijkse festiviteiten beginnen om 11 uur 's ochtends ('s zaterdags 10 uur) en gaan door tot ongeveer 23.30 uur. Bier wordt geschonken tot 22.30 uur, waarna de meeste tenten om 23.00 uur ontruimd worden. De eerste zondag van het Oktoberfest staat bol van tradities. Eerst wonen de burgemeesters en wethouders van de stad München de mis bij in een van de vele kerken die de stad rijk is. Daarna wordt het veld verlegd naar de voorbereidingsplaatsen voor de zondagse parade. Deze parade kenmerkt zich door een zeer traditioneel gehalte: karren met paarden, marcherende blaaskapellen en loopgroepen trekken aan de toeschouwers voorbij.

### Data
- 2005: het 172e Oktoberfest begon op 17 september en werd verlengd tot en met maandag 3 oktober (17 dagen).
- 2006: het 173e Oktoberfest werd gehouden van 16 september tot en met 3 oktober (18 dagen).
- 2007: het 174e Oktoberfest werd gehouden van 22 september tot en met 7 oktober (16 dagen).
- 2008: het 175e Oktoberfest werd gehouden van 20 september tot en met 5 oktober (16 dagen).
- 2009: het 176e Oktoberfest werd gehouden van 19 september tot en met 4 oktober (16 dagen).
- 2010: het 177e Oktoberfest werd gehouden van 18 september tot en met maandag 4 oktober (17 dagen, één dag extra wegens 200 jaar Oktoberfest).
- 2011: het 178e Oktoberfest werd gehouden van 17 september tot en met maandag 3 oktober (17 dagen).
- 2012: het 179e Oktoberfest werd gehouden van 22 september tot en met 7 oktober (16 dagen).
- 2013: het 180e Oktoberfest werd gehouden van 21 september tot en met 6 oktober (16 dagen).
- 2014: het 181e Oktoberfest werd gehouden van 20 september tot en met 5 oktober (16 dagen).
- 2015: het 182e Oktoberfest werd gehouden van 19 september tot en met 4 oktober (16 dagen).
- 2016: het 183e Oktoberfest werd gehouden van 17 september tot en met maandag 3 oktober (17 dagen).
- 2017: het 184e Oktoberfest werd gehouden van 16 september tot en met dinsdag 3 oktober (18 dagen).
- 2018: het 185e Oktoberfest werd gehouden van 22 september tot en met 7 oktober (16 dagen).
- 2019: het 186e Oktoberfest werd gehouden van 21 september tot en met 6 oktober (16 dagen).
- 2020: het .... Oktoberfest geannuleerd wegens de coronapandemie (was gepland van 19 september tot en met 4 oktober).[4]
- 2021: het .... Oktoberfest geannuleerd wegens de coronapandemie (was gepland van 18 september tot en met 3 oktober).
- 2022: het 187e Oktoberfest werd uiteindelijk gehouden van 17 september tot en met maandag 3 oktober (17 dagen).
- 2023: het 188e Oktoberfest werd gehouden van 16 september tot en met dinsdag 3 oktober (18 dagen).
- 2024: het 189e Oktoberfest werd gehouden van 21 september tot en met 6 oktober (16 dagen).
- 2025: het 190e Oktoberfest zal gehouden worden van 20 september tot en met 5 oktober (16 dagen).
- 2026: het 191e Oktoberfest zal gehouden worden van 19 september tot en met 4 oktober (16 dagen).
- 2027: het 192e Oktoberfest zal gehouden worden van 18 september tot en met 3 oktober (16 dagen).

## Navolging
Er worden inmiddels over de hele wereld oktoberfeesten gevierd. Die kunnen klein of groot zijn, een avond of meerdere dagen lang, traditioneel Beiers of muziekfestival-achtig, enzovoorts. In Blumenau in Brazilie wordt het op een na grootste Oktoberfest gevierd.

### Nederland en België
Na de eerste Brunssumse oktoberfeesten in 2004, worden in Nederland jaarlijks op diverse plaatsen oktoberfeesten georganiseerd. Het Oktoberfeest Sittard is zo groot, dat het in de top tien staat van grootste oktoberfeesten ter wereld. De feesten zijn ook overgewaaid naar België, bijvoorbeeld naar Hoogstraten, Wevelgem en Antwerpen.

## Aanslag
Op 26 september 1980 werd een bomaanslag gepleegd nabij de hoofdingang van het Oktoberfest. Bij deze nooit helemaal opgehelderde aanslag vielen 12 doden en 213 gewonden.